# Horeňovo (potok)
Horeňovo je potok v horním Turci, v jižní části okresu Turčianske Teplice. Je to levostranný přítok Turce, měří 1,9 km a je vodním tokem IV. řádu.

## Pramen
Pramení na styku Žiaru a Turčianské kotliny na východoseverovýchodním úpatí vrchu Horeňovo (892,2 m n. m.) v nadmořské výšce přibližně 630 m n. m.

## Popis toku
Teče v podcelku Diviacka pahorkatina od pramene nejprve na východ, pak se stáčí a pokračuje severovýchodním směrem. Nepřibírá žádné přítoky. Severně od obce Sklené se v nadmořské výšce cca 537,5 m n. m. vlévá do Turce.